# Jidvei (companie)
Grupul Jidvei este cel mai mare producător de vinuri din România. Cu o suprafață  totală de peste 2.500 de hectare de viță-de-vie, acesta deține cea mai mare plantație viticolă din țară și cea mai mare podgorie cu proprietar unic din Europa.  
Investițiile în dezvoltare au permis dotarea celor patru crame cu o capacitate totală de stocare de peste 30 de milioane de litri, situate la Jidvei, Tăuni, Blaj și Bălcaciu, cu echipamente de ultimă generație. Jidvei este cel mai mare producător de vinuri DOC, oferind cea mai variată gamă de produse - must, vinuri liniștite, vinuri spumante și vinars.

## Istoric
Viile din podgoria Târnave formează astăzi cea mai reprezentativă și mai importantă zonă viticolă din Transilvana. Numeroase vestigii și documente stau ca mărturie a vechimii viticulturii din Transilvania. Între anii 484-425 î.Hr. apar primele mențiuni istorice despre practicarea viticulturii pe Văile Târnavelor. Tradiția cultivării viței-de-vie în zona Târnavelor este menționată și de Herodot (600 î.e.n.), care susținea că geto-dacii erau viticultori renumiți. Această tradiție s-a dezvoltat de-a lungul timpului, iar, în jurul anului 1200, ținutul este menționat în hărțile epocii ca Weinland – Țara Vinului, așa cum rezultă dintr-o hartă inclusă în “Chorographia Transylvaniae” întocmită de Ioan Honterus în 1532.

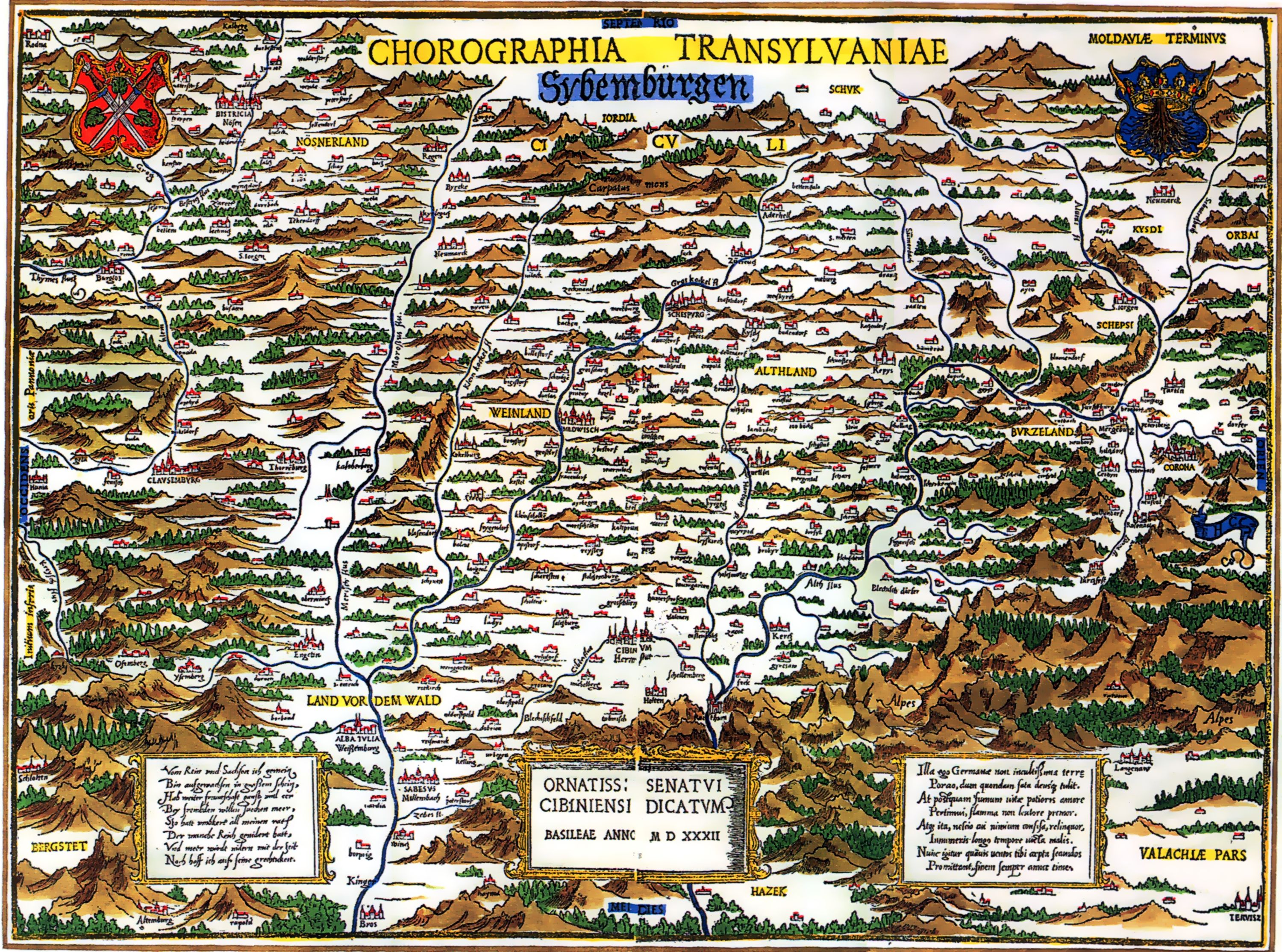
[Chorographia Transylvaniae

În 1177, are loc prima atestare documentară a Cetății de Baltă, una dintre cele mai importante cetăți medievale de pe Valea Târnavei Mici. În 1489, regele Matei Corvin îi dăruiește Cetatea de Baltă domnitorului Ștefan cel Mare, împreună cu o plantație de viță-de-vie în satul Velț. În anul 1560, este finalizată construcția actualului Castel Bethlen-Haller, începută după dărâmarea vechii cetăți în anul 1544.
În satul Bălcaciu din comuna Jidvei se află una dintre cele mai frumoase biserici fortificate din România, construită în secolul al XV-lea, în stil gotic. Aici, pe unul dintre clopote, se găsește gravat Dragonul cu cap de femeie, care poartă struguri la urechi și are coadă din frunze de viță-de-vie. Acest simbol reprezentativ, care denotă o veche legătură ritualică între oamenii zonei și cultura viței-de-vie, a fost folosit în identitatea vizuală a gamei de vinuri Tezaur Jidvei.
Construcție unică, aflată la interferența dintre Renaștere și Baroc, Castelul a fost ridicat de Miklos Bethlen între anii 1642-1716. La sfârșitul Primului Război Mondial, Castelul Bethlen de la Sânmiclăuș devine centru de șampanizare al I.A.S. Jidvei. Astăzi, clădirea se află în proprietatea familiei Necșulescu.
În anul 1949, se înființează Întreprinderea Agricolă de Stat Jidvei, un prim pas spre ceea ce va deveni, 50 de ani mai târziu, compania Jidvei. 
În anul 1958, vinurile de Jidvei Arhivat în 8 septembrie 2017, la Wayback Machine. – din soiurile Traminer Roz, Fetească Regală și Sauvignon Blanc - sunt distinse cu medalii de aur la Concursul Internațional de la Ljubliana. În anul 1975, se lansează gama Tradițional, ce cuprinde vinuri prietenoase, care s-au remarcat de-a lungul timpului în lumea iubitorilor de vin alb.
Odată cu privatizarea I.A.S. Jidvei și înființarea actualei companii S.C. Jidvei S.R.L., în anul 1999, are loc trecerea la o nouă etapă de dezvoltare, marcată de un amplu program de retehnologizare și modernizare.
În anii ce au urmat, compania a continuat să producă vinuri de calitate, fiind în permanență preocupată de îmbunătățirea proceselor și tehnicilor de vinificare pentru a oferi consumatorilor un produs mai bun, mai rafinat, mai nobil.

## Castelul Bethlen-Haller
În apropiere de localitatea Jidvei se află Cetatea de Baltă. Atestată documentar din 1202 cu numele de villa Cuculensis Castri, localitatea Cetatea de Baltă a fost reședința comitatului Tarnavei până în anul 1866.
Cu forma sa rectangulară și patru turnuri rotunde în colțuri, castelul de la Cetatea de Baltă, cunoscut și sub numele de Castelul Bethlen-Haller, a fost ridicat în 1560 de către Miklos Bethlen, Cancelarul Transilvaniei 
De-a lungul veacurilor, castelul a trecut prin numeroase transformări: construcția actualei clădiri a fost finalizată în anul 1642, iar între anii 1769-1773, castelul a fost reamenajat în stil baroc. În peroada în care a aparținut familiei grofului Haller, a fost realizată construcția frontispiciului castelului, care până atunci avea doar cele patru turnuri. În prezent, castelul păstrează atât principalele elemente arhitecturale renascentiste, cât și o parte din cele baroce, în spatele castelului regăsindu-se un fost element decorativ ce poartă inscripția Anno 1773.
În perioada comunistă, clădirea a fost trecută la IAS Jidvei, funcționând ca secție de șampanizare. După anul 1989, castelul a fost revendicat și retrocedat familiei Haller, de la care a fost cumpărat de familia Necșulescu. Castelul a fost readus la lumină printr-un proces de restaurare amplu și extrem de atent planificat, urmărindu-se îndepărtarea intervențiilor anterioare și punerea în lumină a arhitecturii și simplității originale a spațiilor.

## Podgoria Târnave
Cu o suprafață întinsă de 2.500 hectare, compania Jidvei deține cea mai mare plantație viticolă din România și cea mai mare podgorie din Europa cu proprietar unic. Plantația se află la o altitudine cuprinsă între 200-500 metri, majoritatea viilor fiind amplasate pe versanții cu expoziție sudică, ceea ce face ca razele soarelui și circulația atmosferică să favorizeze cultura viței-de-vie.
Condițiile pedoclimatice dau un cumul de caracteristici specifice zonei, explicând astfel vechimea milenară a culturii viței-de-vie și calitatea vinurilor de Târnave. Ținutul oferă cele mai bune condiții de cultivare a viței-de-vie, datorită solului de tip brun de pădure și climei continentale de podiș, cu temperaturi medii de +9 grade Celsius. Toamna vine pe văile Târnavelor cu temperaturi moderate, uneori cu ceață persistentă, alteori cu zile însorite, favorizând acumularea zaharurilor și aromelor, și păstrând cu grijă aciditatea în limitele unui echilibru armonios.

## Structura soiurilor
Soiurile cu cele mai mari suprafețe sunt: Fetească Regală (824 ha), Sauvignon Blanc (467 ha), Muscat Ottonel (427 ha), Riesling Italian (247 ha) și Traminer roz (163 ha). Din totalul de viță-de-vie pe rod, aproximativ 100 de hectare sunt soiuri de struguri negri, Pinot Noir, Cabernet Sauvignon, Merlot, Fetească Neagră și Syrah, care sunt folosite pentru obținerea vinurilor roze, precum și pentru vinurile spumant. Podgoria Jidvei deține una dintre cele mai mari suprafețe plantate cu soiul Sauvignon Blanc aflată într-un singur areal din Europa și una dintre cele mai mari suprafețe plantate cu soiul Traminer roz din România.

## Crame
Grupul Jidvei dispune de patru crame cu o capacitate de stocare de peste 328.000 de hectolitri, dotate cu cele mai performante echipamente, situate la Jidvei, Tăuni, Blaj și Bălcaciu. Acestea sunt locurile în care boabele de struguri se transformă, grație artei oenologului, în vinuri care păstrează vocația arealului viticol (terroire viticole).
Crama Jidvei -  Construită în 1974, Crama Jidvei este cea mai mare dintre cele patru crame, având o capacitate de stocare de 21,5 milioane de litri. În interiorul cramei, vinul este stocat preponderent în vase de inox (13 milioane litri), vase de lemn (1.9 mil litri), din fibră de sticlă (3.6 milioane litri) și în bazine de beton (3 milioane litri). Capacitatea maximă a liniilor de îmbuteliere este de 12.000 butelii/oră.
Crama Tăuni – Aparținând Grupului Jidvei, Crama Tăuni a fost înființată în 2014. Aceasta este singura cramă gravitațională din România și cea mai mare din Europa. Având o capacitate de stocare de 4,96 milioane litri (vase de inox), Crama Tăuni functionează pe principiul vaselor comunicante, prin folosirea energiei gravitaționale și în conditii ecologice la cele mai înalte standarde.
Crama Blaj – Înființată în 1989 și modernizată în 2007, Crama Blaj găzduiește vinoteca Grupului Jidvei, în care se regăsesc cele mai vechi vinuri din gama Castel - 200.000 butelii. Crama are o capacitate de stocare de 3,95 milioane litri, iar depozitarea vinului se face în cisterne de inox (1,65 milioane litri), vase de beton (1,75 milioane litri), vase de lemn (38.000 litri) și vase de poliester (146.000 litri).
Crama Bălcaciu – Construită în 1958, crama Bălcaciu găzduieste vinurile spumante și distilatele din vin. Aceasta are o capacitate de stocare de 2.4 miloane litri, din care vase de inox (1,5 litri), vase de lemn (101.000 litri), vase de beton (693.000 litri) și vase de poliester (105.000 litri).

## Produse
Jidvei deține cea mai variată gamă de produse (must, vin, spumante, distilate din vin), fiind totodată cel mai mare producător de vinuri DOC și vinuri albe din România. Mărcile produse și comercializate de Jidvei sunt:
Vinuri cu Indicație Geografică (IG):
- Vinurile de masă Dealurile Transilvaniei Arhivat în 5 septembrie 2017, la Wayback Machine. - Perla Transilvaniei, Crăița, 8 Mândruțe - o gamă creată special din soiuri reprezentative pentru regiunea Dealurile Transilvaniei.

Vinuri cu Denumire de Origine Controlată (DOC):
- Lansată în urmă cu 40 de ani, gama Tradițional Arhivat în 8 septembrie 2017, la Wayback Machine. cuprinde vinuri prietenoase și lipsite de ostentație, care cuceresc prin prospețimea și fructuozitatea lor aparte. Gama cuprinde vinuri seci - Fetească Albă și Riesling, vinuri demidulci - Traminer, Muscat Ottonel, Chardonnay și Roze, precum și un vin demisec dintr-un soi autohton - Fetească Regală.

- Cu o abordare clasică, atât în ceea ce privește procesul de vinificare, cât și cel de ambalare, vinurile din gama Jidvei Clasic Arhivat în 8 septembrie 2017, la Wayback Machine. – Fetească Regală, Chardonnay și Sauvignon Blanc - exprimă pe deplin tipicitatea podgoriei printr-o aciditate peste medie și o complexitate aromatică fără cusur.
- Gama Premiat Arhivat în 8 septembrie 2017, la Wayback Machine. adună în sticlele sale cele mai răspândite soiuri din podgorie: Riesling, care se întinde pe o suprafață de peste 240 de hectare, și Sauvignon Blanc, care ocupă peste 460 de hectare.
- Sufletul poporului român, pe care pictorul Nicolae Grigorescu îl surprinde exemplar în picturile sale, se regăsește în energia, delicatețea și parfumul catifelat al vinurilor demiseci din gama Grigorescu Arhivat în 8 septembrie 2017, la Wayback Machine. – Dry Muscat, Gewurztraminer, Sauvignon Blanc, Pinot Grigio și Roze.
- Până aici, dincolo nu se mai poate!, expresia latină Nec Plus Ultra Arhivat în 8 septembrie 2017, la Wayback Machine., folosită drept semnal de avertizare pentru cei care încercau să traverseze Strâmtoarea Gibraltar, a fost transpusă în denumirea vinurilor demiseci din gama Nec Plus Ultra – Sauvignon Blanc, Chardonnay și Roze - care surprind, de fiecare dată, prin gustul perfect echilibrat și aromele complexe și elegante.
- Parte a moștenirii pe care Jidvei o lasă poporului român și, totodată, punct de referință în cupajele din soiuri alese, gama Tezaur Arhivat în 2 octombrie 2017, la Wayback Machine. cuprinde vinuri seci și unele dintre primele cupaje realizate în România – Muscat Ottonel & Fetească Regală, Sauvignon Blanc & Fetească Regală -, dar și vinuri varietale - Sauvignon Blanc și Riesling.
- Vinurile din gama Castel Arhivat în 6 august 2017, la Wayback Machine. - Sauvignon Blanc, Fetească Albă, Gewurztraminer și Muscat Ottonel - sunt desăvârșite în pivnițele vechiului castel medieval de la Cetatea de Baltă. Acestea sunt păstrate timp de șase luni în butoaie de lemn de stejar și îmbuteliate ulterior în sticle menite să păstreze prospețimea, fructuozitatea și caracterul de soi, iar apoi sunt lăsate la învechit pentru o perioadă de cel puțin 3 ani.
- Mysterium Arhivat în 28 septembrie 2017, la Wayback Machine. este mai mult decât o colecție de vinuri exclusiviste. Este o poveste în care totul pornește de la provocarea de a afla misterul vinurilor. Fiecare dintre cupajele Mysterium - Rhein Riesling + Sauvignon Blanc, Traminer + Sauvignon Blanc, Fetească Regală + Muscat Ottonel + Sauvignon Blanc, Roze - moștenește din calitățile soiurilor folosite, iar armonia îmbinării acestora dă și mai mult farmec tainei acestor vinuri.
- Gama Owner’s Choice Arhivat în 11 septembrie 2017, la Wayback Machine. reunește unele dintre cele mai apreciate și impunătoare vinuri produse de Jidvei, alese cu grijă pentru a face parte dintr-o colecție recomandată de proprietar. Fine, echilibrate și surprinzătoare, vinurile Ana (Sauvignon Blanc, Chardonnay) și Maria (Fetească Albă, Pinot Gris) vorbesc în primul rând despre o deosebită grijă și despre respectul pentru arta vinului.

Vinuri spumante:
- De peste 60 de ani, Jidvei produce vinuri spumante după metoda tradițională. Acestea sunt fermentate, limpezite și livrate în aceeași sticlă cu cea în care are loc a doua fermentare, ceea ce le conferă perlajul caracteristic. Toate operațiunile necesare obținerii vinurilor spumante Mărgăritar Arhivat în 23 august 2017, la Wayback Machine. (Demisec și Roze demisec) și Spumant Jidvei Arhivat în 23 august 2017, la Wayback Machine. (Extra Brut, Extra Dry și Roze) - tirajare, fermentare, remuage, degorjare - se realizează manual.

Vinars: 
- Vinars Jidvei VSOP Arhivat în 3 septembrie 2017, la Wayback Machine. este obținut numai din distilarea vinurilor nobile, care îi conferă finețe și aromă, iar învechirea timp de cel puțin cinci ani în butoaie de lemn din Transilvania îl desăvârșesc, oferindu-i o culoare de chihlimbar și un gust catifelat, armonios.
- Lăsată mai puțin timp la învechit, minimum trei ani, Vatra Jidvei VS Arhivat în 3 septembrie 2017, la Wayback Machine. este un distilat de vin prietenos și armonios, la fel ca oamenii de pe Târnave.

Must de Jidvei:
- Începând cu 2015, Jidvei organizează anual, în perioada recoltatului, campania „Must de la Jidvei”, inițiativă care vine în sprijinul iubitorilor de vin, al celor care păstrează tradițiile generațiilor anterioare, al gospodarilor care doresc să obțină acasă un vin de calitate autentic românesc. Soiurile disponibile sunt Sauvignon Blanc și Fetească Regală cu Muscat Ottonel.

## Premii
În zona DOC TÂRNAVE, sub denumirea Jidvei, se produc unele dintre cele mai apreciate vinuri și spumante românești. Calitatea acestora este confirmată, an de an, de medaliile obținute la prestigioase competiții internaționale, precum:
| Femmes et Vins du Monde Monaco | 2017 | diamond nova | Tradițional Muscat Ottonel         | 2015 |
| Berliner Wein Trophy           | 2018 | aur          | Owner’s Choice Ana Sauvignon Blanc | 2016 |
| Berliner Wein Trophy           | 2018 | aur          | Mysterium Rose                     | 2017 |
| China Wine Awards              | 2017 | dublu aur    | Grigorescu Roze                    | 2015 |
| Concours Mondial du Sauvignon  | 2015 | aur          | Ana Sauvignon Blanc                | 2014 |
| Concours Mondial du Sauvignon  | 2015 | aur          | Nec Plus Ultra Sauvignon Blanc     | 2014 |
| Concours Mondial de Bruxelles  | 2016 | aur          | Ana Chardonnay                     | 2014 |
| IWCB                           | 2017 | aur          | Castel Fetească Albă               | 2009 |
| IWCB                           | 2017 | aur          | Nec Plus Ultra Roze                | 2016 |
| Frankfurt Wein Trophy          | 2017 | aur          | Owner’s Choice Maria Fetească Albă | 2016 |
| Berliner Wein Trophy           | 2018 | argint       | Nec Plus Ultra Sauvignon Blanc     | 2016 |
| Concours Mondial du Sauvignon  | 2016 | argint       | Tezaur Sauvignon Blanc             | 2015 |
| Decanter World Wine Awards     | 2016 | argint       | Clasic Sauvignon Blanc             | 2015 |
| Concours Mondial du Rose       | 2017 | argint       | Jidvei Rose Extra Brut             |      |
| Decanter World Wine Awards     | 2017 | argint       | Maria Fetească Albă                | 2016 |
| Decanter World Wine Awards     | 2016 | bronz        | Tezaur SB + FR                     | 2014 |
| Decanter World Wine Awards     | 2017 | bronz        | Maria Pinot Gris                   | 2016 |
| Decanter World Wine Awards     | 2017 | bronz        | Mysterium PN + CH + FA             | 2016 |
| IWSC                           | 2017 | bronz        | Clasic Fetească Regală             | 2016 |

## Investiții
Pentru dezvoltarea companiei, investițiile au fost direcționate către replantarea viței-de-vie, plantarea unor noi vii, precum și în modernizarea sistemelor de susținere. De asemenea, s-a urmărit extinderea cramelor existente, construcția unora noi și, nu în ultimul rând, modernizarea și retehnologizarea echipamentelor mecanice.
În cadrul pepinierei ce reprezintă prima școală privată de viță-de-vie Arhivat în 8 septembrie 2017, la Wayback Machine. din România, cu o suprafață de 17 hectare, Jidvei își produce materialul săditor viticol cu valoare biologică ridicată în cantitatea necesară realizării noilor plantații, aceasta având un randament de 70% în obținerea de vițe altoite bune pentru plantare. 
Jidvei este pionier în România în ceea ce privește inovația și implementarea tehnologiilor noi, deținând cea mai mare cramă gravitațională din Europa și singura din România, prima mașină de plantat cu GPS din Europa, prima presă în flux continuu și primul sistem de vinificație complet computerizat. 
Dincolo de investițiile în companie, de-a lungul timpului, Jidvei s-a implicat în dezvoltarea zonei și în susținerea locuitorilor din aceste comunități. Astfel, compania stimulează educația și accesul la cunoaștere și informare prin sprijinirea unor grădinițe, acordarea de burse pentru elevi și studenți și prin sponsorizarea unor activități culturale și sportive. De peste 17 ani, Jidvei organizează cel mai mare festival privat de folclor, „Strugurele de Aur”, contribuind astfel la păstrarea și promovarea patrimoniului și identității culturale românești.
Începând cu anul 2003, Castelul Bethlen-Haller din Cetatea de Baltă a trecut printr-un amplu proces de restaurare și pregătire pentru turism oenologic, iar în viitor este planificată și modernizarea castelului de la Sânmiclăuș.

## Rezultate financiare
Cifra de afaceri în 2016: 33 milioane Euro.

## Vezi și
- Ansamblul castelului Bethlen din Sânmiclăuș